# Aleksej Kostić
Aleksej Kostić (* 16. Oktober 2005) ist ein österreichischer Basketballspieler.

## Werdegang
Der Sohn des Basketballtrainers Zoran Kostić entstammt der Jugendarbeit der Arkadia Traiskirchen Lions. Während der Saison 2021/22 wurde er bei den Traiskirchnern erstmals in der höchsten österreichischen Männerspielklasse eingesetzt.
2025 wechselte er in die Vereinigten Staaten an die Brigham Young University.

### Nationalmannschaft
Im Sommer 2022 erbrachte er für die österreichische U18-Nationalmannschaft bei der B-Europameisterschaft dieser Altersklasse einen Mittelwert von 12,4 Punkten je Begegnung. Im Februar 2023 erhielt Kostić seinen ersten Länderspieleinsatz in Österreichs Herrennationalmannschaft. Bei der B-EM der Altersklasse U18 im Sommer 2023 war er mit 19,1 Punkten je Begegnung der beste Korbschütze der Österreicher.